# 英国太空司令部

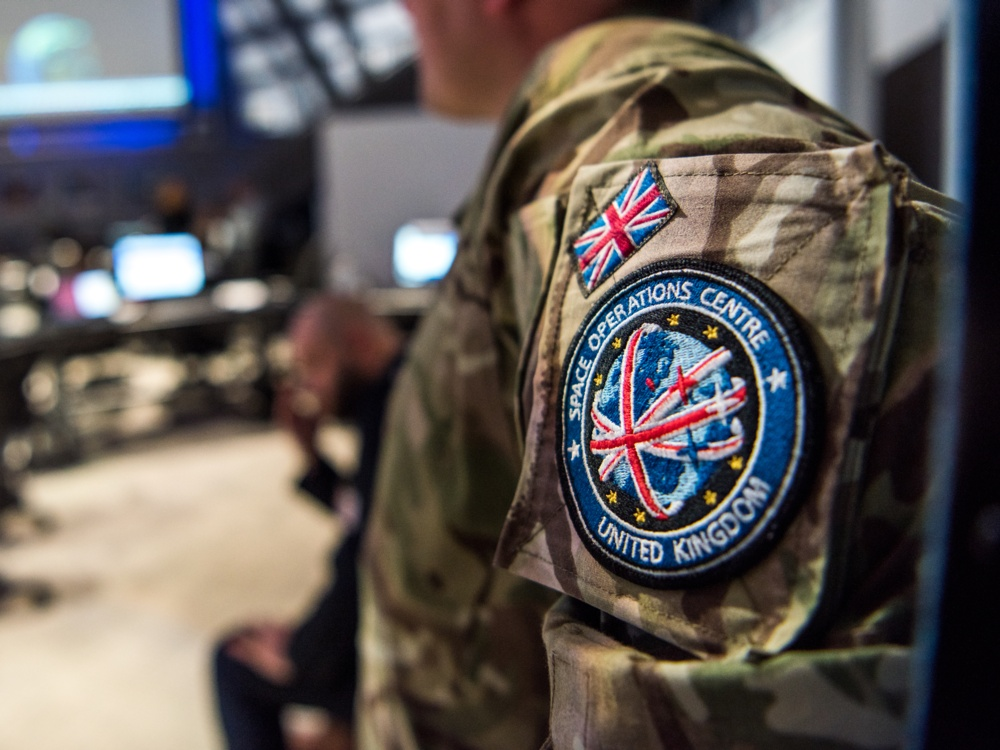
英国太空作战中心徽章

英国太空司令部（英語：United Kingdom Space Command）是英国武装部队的一个联合司令部，隶属于英国皇家空军。其人员来自于英国皇家海军、英国陆军、英国皇家空军和英国公务员系统，司令部的主要职能为：太空作战、太空任務世代和太空應對能力。
英国太空司令部成立于2021年4月，指挥官为空军副统帅保羅·戈弗雷，级别上与空军其他部队指挥官同级。太空司令部除作战外，还要负责组建、训练和发展太空部队。总部位于高威科姆基地，该基地为空军司令部总部。
当具备完全作战能力时，太空司令部将负责“国防领域所有太空能力的指挥和控制，包括英国太空作战中心、天网卫星计划通信、費林代爾皇家空軍基地及其他可用能力”。
2021年3月英国国防司令部文件中宣布，额外的14亿英镑中的一部分将在未来10年分配给太空司令部，用于开发新的情报、监视和侦察卫星能力。